# Leonardo (cantor)
Emival Eterno Costa (Goianápolis, 25 de julho de 1963), mais conhecido pelo nome artístico Leonardo, é um cantor e empresário brasileiro.
Sua carreira musical começou em 1983, quando Leonardo e seu irmão Luís José Costa, o Leandro, decidiram tentar a carreira artística e formaram a dupla sertaneja Leandro & Leonardo, onde fizeram sucesso por 15 anos, até junho de 1998, quando Leandro morreu em decorrência de um câncer raro de pulmão e Leonardo partiu para a carreira solo.
Já vendeu mais de 18 milhões de discos.

## Biografia
Leonardo nasceu em Goianápolis, cidade localizada na Região Metropolitana de Goiânia, no estado de Goiás, no dia 25 de julho de 1963, sendo o quarto de oito irmãos. Filho de Seu Avelino Virgulino da Costa, morto em 11 de janeiro de 2015 aos 78 anos e dona Carmem Divina Eterno da Silva, falecida em 1º de abril de 2023, aos 87 anos. Leonardo tinha como companheiro inseparável seu irmão Leandro (Luis José), um ano e onze meses mais velho, nascido no dia 15 de agosto de 1961. Devido a inúmeras dificuldades, a família mudou-se para Carmo do Rio Verde, também em Goiás, para tentar uma nova oportunidade. Infelizmente o rumo das coisas não foi o esperado e, por isso, a família retornou para Goianápolis, onde Seu Avelino passou a trabalhar como meeiro na lavoura de tomates. Desde pequeno, Leandro era o mais tímido, mas sonhava com uma vida melhor para sua família. Na plantação de tomates era ágil e na roça, o repertório obrigatório eram as músicas de Chitãozinho & Xororó. Seu Avelino, assim como Leandro, estava sempre acompanhado de sua viola, despertando nos filhos a atenção para a música. Leonardo, por sua vez, sempre muito elétrico e animado, apesar das diversas brincadeiras, tinha um lado sério e dava um jeito de ganhar mais realizando trabalhos extras, e sonhava com uma vida melhor para toda sua família.

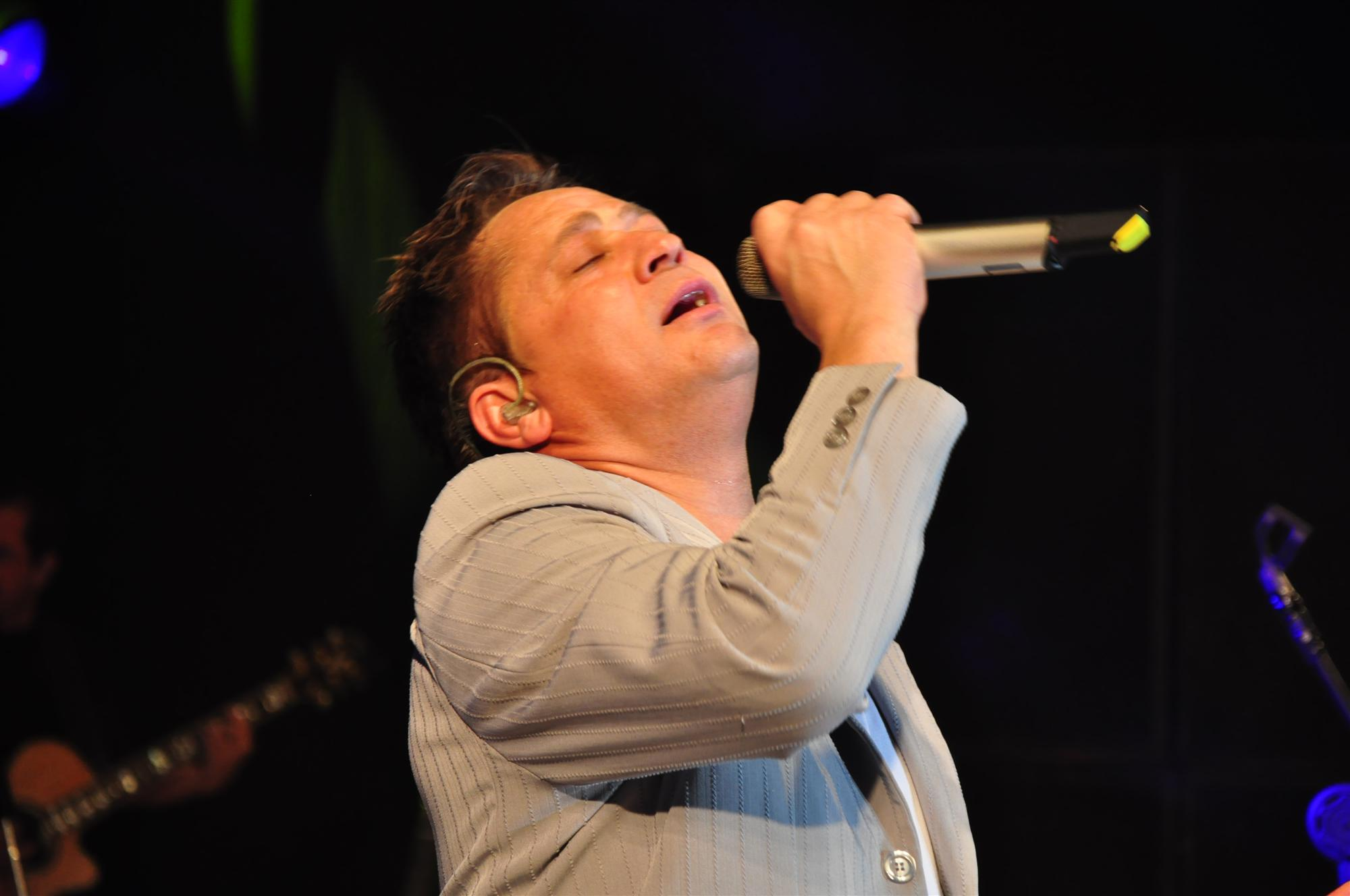
Leonardo na Expo FISAV em Votuporanga (2010)

Novamente, devido às dificuldades vividas, a família foi obrigada a deixar sua cidade natal e partir para Goiânia. A dura experiência fez com que todos decidissem voltar à Goianápolis. Nesta época, com o incentivo dos amigos, Leandro dedicava o tempo livre à música e entrou para a banda Os Dominantes, que tocava sucessos de Roberto Carlos e dos Beatles. Enquanto isso, Leonardo cantava somente no trabalho, mas aos poucos os dois irmãos começaram a ensaiar como dupla e decidiram, com o apoio de toda família, voltar para Goiânia para tentar carreira na música. Chegando à capital, os dois meninos, logo arrumaram emprego para se sustentar. Leonardo trabalhava em uma farmácia e Leandro no mercado central. Todos os minutos de folga eram dedicados aos ensaios. Tio Zé, irmão de Dona Carmem, viajou com eles e se encarregava de conseguir apresentações para a dupla, assim como Anselmo, patrão de Leonardo. Foi nessa época que o nome da dupla foi escolhido. Ao saberem que um dos funcionários da farmácia teve filhos gêmeos batizados de Leandro e Leonardo, não tiveram dúvidas. As apresentações não rendiam muito dinheiro, mas mesmo assim eles não desanimavam e com isso o primeiro contrato surgiu e a dupla assinou, por quatro salários mínimos, para cantar em um local melhor. A partir daí, começaram a receber propostas para apresentações em cidades vizinhas e convites para se apresentar na televisão. O primeiro programa a convidar a dupla para uma participação foi o "Beira da Mata", exibido pela TV Tocantins, de Anápolis, Goiás. A apresentação não foi um sucesso devido ao nervosismo dos dois, mas mesmo assim, foram convidados muitas vezes depois, conforme ficavam mais conhecidos, principalmente no interior das regiões de Goiás e Mato Grosso. O primeiro disco, gravado com recursos próprios e a ajuda de amigos, saiu em 1984 e tinha como destaque a música "Hoje Acordei Chorando". O disco era vendido nos bares onde cantavam. Em busca da realização profissional, Leandro & Leonardo constantemente viajavam a São Paulo, com a ajuda financeira de um joalheiro de Goiânia, para tentar um contrato com alguma gravadora. Nessa época, a música "Contradições" (de Martinha e César Augusto), gravada no disco Leandro & Leonardo, de 1986, começava a ficar conhecida.[carece de fontes?]
Mas o sucesso da dupla aconteceu com o hit "Entre Tapas e Beijos", gravado no terceiro disco. No quarto volume, Leandro & Leonardo, lançado em 1990, a canção "Pense em Mim" bateu todos os recordes de execução nas rádios, dando uma repercussão ainda maior para a dupla que, naquele momento, conquistava todos os brasileiros. O lançamento do disco incluiu um show no Canecão, casa de espetáculos do Rio de Janeiro, que pela primeira vez abria suas portas para os meninos de Goianápolis. Com tanto êxito, a dupla logo conquistou as telinhas. A TV Globo os contratou para apresentar o programa Leandro & Leonardo Especial. Cada vez mais admirados, conhecidos e queridos pelo público, eles se tornaram uma das duplas que mais venderam discos na história da música brasileira. Em quinze anos de carreira, já acumulavam 25 milhões de discos vendidos. Em 1995, a dupla se uniu a Chitãozinho & Xororó e a Zezé di Camargo & Luciano para apresentar um dos programas mais bem sucedidos da Rede Globo, o Amigos, que surgiu na programação como um especial de fim de ano e que, posteriormente, devido à grande audiência, começou a ser transmitido semanalmente na grade da emissora. O resultado da atração foi tão positivo que o encontro das três duplas gerou a produção de quatro CDs Amigos, que venderam milhões de cópias em todo o Brasil. No auge do sucesso e perto de lançar o disco Um Sonhador, Leandro começou a sentir-se mal e após muita luta não resistiu a um câncer de pulmão e morreu no dia 23 de junho de 1998. Depois de ter recebido a homenagem de milhares de fãs em São Paulo, ele foi enterrado em Goiânia, onde também recebeu o carinho de parentes e amigos. Leonardo, depois de receber o apoio dos familiares, amigos e fãs da dupla, lançou, em 1999, seu primeiro disco solo intitulado Tempo. Atualmente, após 11 CDs e 4 DVDs lançados, Leonardo soma a marca de mais de 15 milhões de cópias vendidas, e concretiza o sonho de dar continuidade à carreira da dupla Leandro & Leonardo.

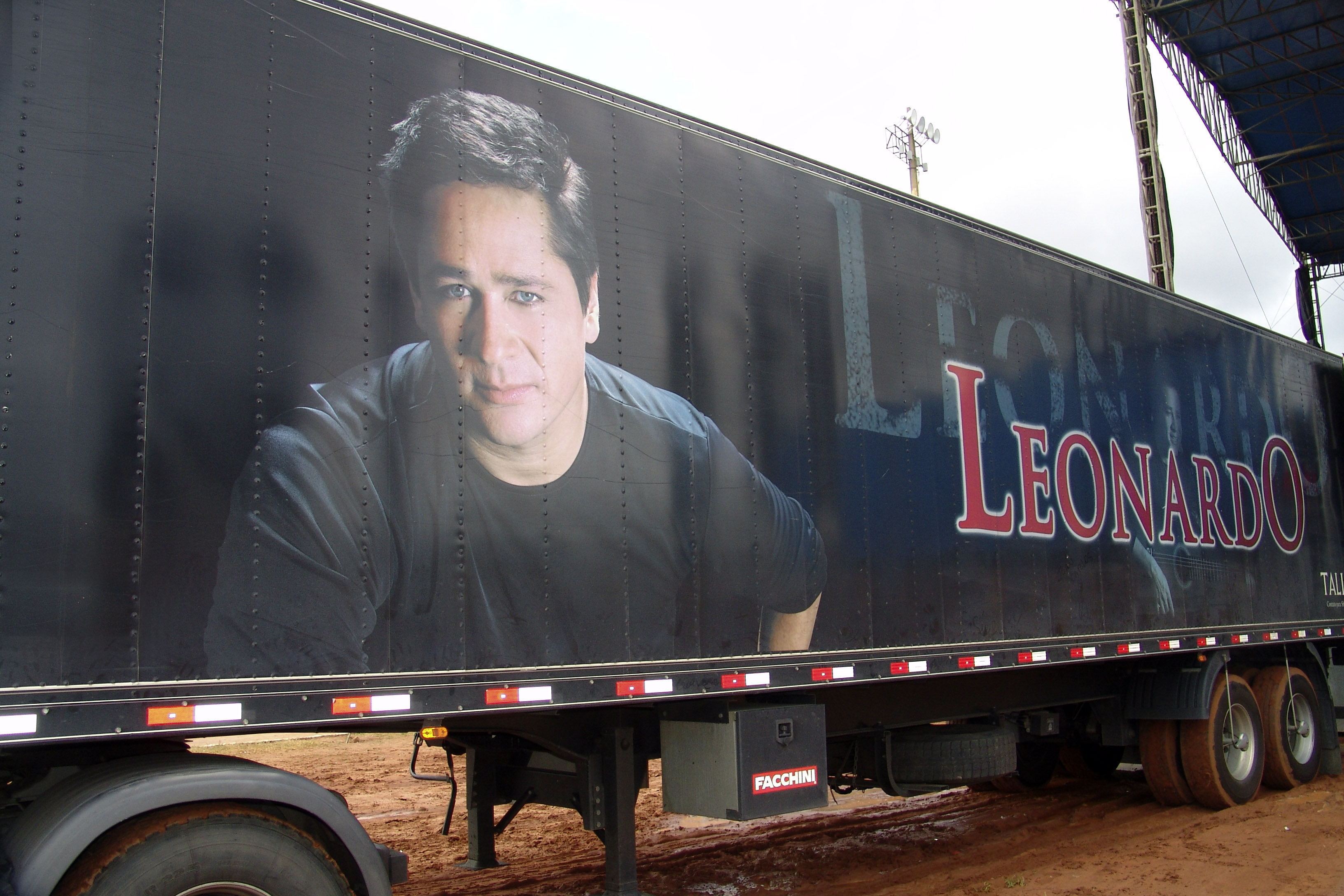
Caminhão que transporta os equipamentos do cantor, localizado no município de Avaré (São Paulo).

Após o acidente de seu filho, Pedro Leonardo, em abril de 2012, ele anunciou que iria encerrar sua carreira de modo gradual.
| “ | Pretendo parar de cantar aos poucos. Parar de uma vez eu não aguento, e sei que me faria uma falta lascada. Vou diminuir o número de shows. | ” |

Em 2013, publicou a autobiografia "Não Aprendi Dizer Adeus", pela editora Casa da Palavra.
Ainda no mesmo ano, deixou a Universal Music após sete anos e retornou à Sony Music.
Em 2014, lança um projeto juntamente com o cantor Eduardo Costa, intitulado "Cabaré" onde relembram grandes sucessos de raiz da música sertaneja.

## Vida pessoal

### Relacionamentos
Entre 1985 e 1988 foi casado com a professora Maria Aparecida Dantas, com quem teve um filho, o cantor Pedro Leonardo, nascido em 29 de junho de 1987. Nos anos seguintes teve mais duas filhas de breves relacionamentos: a agrônoma Monyque Isabella, nascida em 10 de outubro de 1991 com a empresária Sandra Helena; e a influenciadora digital Jéssica Beatriz, nascida em 17 de março de 1994 com a designer de jóias Priscila Beatriz.
Em 1994 começou a namorar a jornalista Poliana Rocha, com quem se casou em 25 de julho de 1995 e teve um filho, o cantor Zé Felipe, nascido em 21 de abril de 1998. Durante o tempo em que estava casado, Leonardo teve um relacionamento extraconjugal com a cantora Liz Vargas, vocalista do Banana Split, com quem teve um filho, Matheus Vargas, nascido em 10 de maio de 1998, apenas 19 dias depois de Zé Felipe. Devido a traição, o casamento com Poliana chegou ao fim naquele momento. Entre 2001 e 2002 namorou a bailarina Naira Ávila e teve seu sexto filho, o ator João Guilherme, nascido em 1 de fevereiro de 2002. No fim de 2002 reatou o casamento com Poliana.
Leonardo tem seis netos: Maria Sophia (2011) e Maria Vitória (2018), filhas de Pedro Leonardo; Noah (2016), filho de Jéssica Beatriz com Sandro Pedroso; Maria Alice (2021), Maria Flor (2022) e José Leonardo (2024), filhos de Zé Felipe com Virginia Fonseca.

### Acidente
No dia 17 de novembro de 2003, Leonardo capotou um jipe Land Rover, ocasionando um acidente que matou o amigo Sebastião Figueiredo Arantes, então com 47 anos, e deixou quatro feridos na rodovia GO-070. Leonardo negou que estivesse em alta velocidade e alegou problemas no carro. Contudo, o diretor da concessionária Coima, da rede Land Rover, Dirceu Bernardon, disse que o carro foi emprestado: "Não tem nada dessa história de test-drive. Ele me pediu o carro para viajar e eu emprestei". Quanto à possibilidade de problemas mecânicos com o carro, Dirceu diz ainda que "o carro foi todo revisado antes do empréstimo. Tanque cheio, água e óleo checados e exatos 1.853 quilômetros rodados. Não tem essa de eixo partido ou qualquer coisa parecida".

## Controvérsias
Em março de 2020, Leonardo foi criticado na internet, devido a seguinte declaração em um show: 
Trinta milhões no Brasil que tem HIV. Vamos ser sinceros? Ninguém usa camisinha. Agora 900 casos [de coronavírus] confirmados e tem que usar máscara? A conclusão que a gente chega é: melhor morrer f*** do que tossindo
 O Fórum das ONG/Aids do Estado de São Paulo (Foaesp), onde se concentram mais de uma centena de organizações que agem no combate a AIDS, divulgou uma nota de repúdio às declarações do cantor.
Sem considerar sua responsabilidade como formador de opinião e influenciador de milhões de fãs, o artista banaliza dois importantes agravos à saúde que mobilizam a sociedade brasileira: o HIV e o COVID-19. Afora a desinformação — o Ministério da Saúde estima em 866 mil as pessoas com HIV no país —, Leonardo presta um desserviço às ações de controle da circulação do corona vírus e às mobilizações de incentivo ao uso constante do preservativo.
Em outubro de 2024, Leonardo teve seu nome incluído pelo Ministério do Trabalho no Cadastro de Empregadores que submeteram trabalhadores à condição de trabalho análoga à escravidão por conta de uma fiscalização realizada em novembro de 2023 na fazenda Talismã.

## Discografia
- 1999: Tempo
- 2000: Quero Colo
- 2001: Todas as Coisas do Mundo
- 2002: Te Amo Demais
- 2003: Brincadeira Tem Hora
- 2004: Leonardo Canta Grandes Sucessos
- 2005: Leonardo Canta Grandes Sucessos Vol. 2
- 2006: De Corpo e Alma
- 2008: Coração Bandido
- 2010: Alucinação
- 2011: Nada Mudou
- 2013: Vivo Apaixonado
- 2016: Bar do Leo